# Anna Záborská
Anna Záborská (ur. 7 czerwca 1948 w Zurychu) – słowacka lekarka i polityk, deputowana do Parlamentu Europejskiego V (w 2004) oraz VI, VII i VIII kadencji.

## Życiorys
Córka Antona Neuwirtha. Z wykształcenia i zawodu lekarka, ukończyła studia na wydziale lekarskim z siedzibą w Martinie Uniwersytetu Komeńskiego w Bratysławie.
Od 1998 zasiadała w Radzie Narodowej. Była obserwatorem w Parlamencie Europejskim (2003–2004) i europosłanką V kadencji w ramach delegacji krajowej (2004). W wyborach w 2004 z listy Chrześcijańskiego Ruchu Demokratycznego uzyskała mandat eurodeputowanej. W Parlamencie Europejskim VI kadencji była członkinią frakcji Europejskiej Partii Ludowej i Europejskich Demokratów oraz przewodniczącą Komisji Praw Kobiet i Równości Płci. W wyborach w 2009 i w 2014 skutecznie ubiegała się o reelekcję. W styczniu 2019 opuściła KDH, współtworzyła następnie nowe chadeckie ugrupowanie pod nazwą Kresťanská únia, objęła funkcję jego przewodniczącej (pełniła ją do 2024). Kadencję w PE zakończyła również w 2019. W 2020 jako kandydatka partii Kresťanská únia z listy Zwyczajnych Ludzi powróciła do Rady Narodowej. Mandat poselski utrzymała również w 2023.